# La grande rapina di Nizza
La grande rapina di Nizza (The rats of Nice. Robbery under the streets of Nice, pubblicato anche con altri titoli come The Heist of the Century) è un libro di Ken Follett e di René Louis Maurice. Quest'ultimo è in realtà uno pseudonimo formato dall'unione dei nomi di battesimo dei tre giornalisti (René, Louis, Maurice) che collaborarono tra loro alla scrittura del manoscritto, avendo seguito i fatti all'epoca del loro svolgimento.
Follett ha dichiarato che fu incaricato semplicemente di apportare alcune modifiche alla stesura finale del libro, di cui non riconosce la paternità.

## Informazioni
Il libro è una ricostruzione delle vicende connesse con la grande rapina di Nizza, portata a termine ai danni della filiale nizzarda della banca Société Générale da una banda di malviventi capeggiati da Albert Spaggiari.
La "grande rapina" fu definita tale per l'ammontare del maltolto (circa cento milioni di franchi dell'epoca) e per le modalità, dal momento che i ladri penetrarono nel caveau della banca tramite una galleria scavata a partire da alcuni cunicoli fognari cittadini.
La prima pubblicazione è datata 1978; successive edizioni, contenenti gli aggiornamenti delle indagini, sono state pubblicate negli anni 1987 e 1995.

## Edizioni
- Ken Follett & R. L. Maurice, La grande rapina di Nizza, traduzione di Francesca Ricci, collana Grandi tascabili economici. I nuovi best seller Newton, Newton Compton, 1996,  pp. 190, cap. 13, ISBN 88-8183-238-0.